# Бойчук Вадим Олександрович
Вадим Олександрович (Азінович) Бо́йчук (нар. 7 січня 1931, місто Миколаїв, тепер Миколаївської області — 18 жовтня 2000, село Чукалівка Тисменицького району Івано-Франківської області) — український радянський і компартійний діяч, голова Івано-Франківського облвиконкому. Депутат Верховної Ради УРСР 10—11-го скликань.

## Біографія
Закінчив Одеський сільськогосподарський інститут.
У 1954—1970 роках — агроном колгоспу; головний агроном інспекції сільського господарства Бучацького районного виконавчого комітету Тернопільської області; директор радгоспу «Дружба» Бучацького району; директор Бучацького радгоспу-технікуму (нині — Бучацький фаховий коледж).
Член КПРС з 1957 року.
У 1970—1974 роках — 1-й секретар Бучацького районного комітету КПУ Тернопільської області.
У 1974—1979 роках — 1-й заступник голови виконавчого комітету Тернопільської обласної ради депутатів трудящих.
У листопаді 1979 — квітні 1990 року — голова виконавчого комітету Івано-Франківської обласної ради народних депутатів.
З 1990 року — на пенсії.

## Нагороди
- орден «Знак Пошани»
- медалі